# José Nogueira Valente Pires
José Nogueira Valente Pires CvA • OA • ComA • GOA • GOI (Lisboa, 26 de dezembro de 1914 —  Lisboa, 15 de outubro de 2010) foi um oficial general do Exército Português e administrador colonial, que exerceu o cargo de Governador de Timor Português, entre 8 de fevereiro de 1968 e 28 de setembro de 1971.

## Biografia
Foi antecedido no cargo de encarregado do governo do Timor Português pelo Juiz de Direito Manuel Fernandes e sucedido por Fernando Alves Aldeia, também encarregado do governo.
Em dezembro de 1967 foi convidado a ser Governador de Timor, quando estava em Moçambique. No natal veio a Lisboa e encontrou-se com o Ministério do Ultramar e teve várias conversações com o ministro do Ultramar, Joaquim da Silva Cunha, e com os seus subsecretários de Estado. Eles mandavam para às direções-gerais, mas depois não tinham qualquer efeito. "Parti muito desiludido. Vi as dificuldades que ia ter. Uma Província muito pequena, com falta de recursos humanos e materiais". Todavia, segundo José Ramos-Horta, o brigadeiro Valente Pires foi "o governador mais detestado que já alguma vez pisou as nossas terras".
Foi feito cavaleiro da Ordem Militar de Avis a 13 de novembro de 1945, elevado a oficial da mesma Ordem a 9 de janeiro de 1953, a comendador a 12 de novembro do mesmo ano e a grande-oficial a 27 de outubro de 1962. A 27 de janeiro de 1972 foi feito grande-oficial da Ordem do Império.